# نظرية تحديد الشخصية طبقا لفصيلة الدم
في دول شرق آسيا، يعتقد الكثيرون أن فصيلة الدم ABO للشخص تنبئ بشخصية الشخص ومزاجه وتوافقه مع الآخرين. وهذا يشبه كيفية اعتبار العلامات الفلكية كعوامل مؤثرة في حياة الشخص في بلدان أخرى.
أحد الدوافع التي جعلت اليابان تطور نظرية أن تكون فصيلة الدم هي المؤشر للشخصية هو ردة فعل ضد الافكار الشائعة النمطية القادمة من أوروبا. كما أن الاعتقاد السائد نشأ في نفس الوقت مع كتب ماساهيكو نومي في سبعينات القرن الماضي.
بشكل عام يرفض المجتمع العلمي نظريات تحديد شخصية من نوع الدم وذلك لاعتباره خرافة أو علم زائف بسبب نقص الأدلة أو معايير قابلة للاختبار. على الرغم من أن البحث في العلاقة السببية بين نوع الدم والشخصية محدود، فإن البحث لا يبرهن على أي ارتباط ذي دلالة إحصائية بين الاثنين. تشير بعض الدراسات إلى وجود علاقة ذات دلالة إحصائية بين نوع الدم والشخصية، على الرغم من أنه من غير الواضح ما إذا كان هذا يرجع ببساطة إلى نبوءة تحقق ذاتها. في الآونة الأخيرة، تم اقتراح بعض الفرضيات الطبية لدعم نظرية شخصية فصيلة الدم..

## التاريخ
قد ورثت فكرة أن سمات الشخصية من خلال فصائل الدم حيث يعود تاريخها إلى أرسطو. سعى أبقراط أيضا لربط الشخصية بيولوجيا وذلك عن طريق ربط السمات الشخصية مع الاربعة مزاجات الجسدية وهي التفائل وبرغماتية والغضب والسوادوية. 
نشر رين هيرانو وتوميتا ياشيما المقال «فصيلة الدم البيولوجية ذات الصلة» في المجلة الطبية العسكرية في عام 1926. كان ينظر إليه على أنه تقرير غير إحصائي وغير علمي بدافع العنصرية  